# 加兹尼的马哈茂德
加兹尼的马哈茂德（波斯語：محمود غزنوی，羅馬化：Mahmud Ghaznavi，971年10月2日—1030年4月30日），本名耶敏努·杜烏拉·阿布·高賽姆·馬哈茂德·本·索卜克塔琴，他是加兹尼王国的最著名、最英明的帝王。統治期間征服伊朗東部土地、西北印度次大陸；涵蓋大部分今天的阿富汗，伊朗東部，巴基斯坦和印度西北部。是首位以蘇丹（權威）自稱的統治者。

## 生平
马哈茂德原出身于突厥奴隶（马穆鲁克）家庭，父亲苏布克特勤的遗诏里钦定幼子伊斯梅尔为埃米尔，但年富力强的马哈茂德像自己的祖父一样拒绝服从，并自立为王，接着在伽色尼城下击败了伊斯梅尔。
任內僱傭中亞河中地區的烏古斯人傭兵為當地警備，他的雙胞胎兒子穆哈馬德和馬蘇德一世也在與喀喇汗國和塞爾柱人的衝突中與這些烏古斯人聯手抗敵。999年马哈茂德夺取锡斯坦，并与喀喇汗国联合，最终灭亡萨曼王朝。他在印度期间曾以圣战为名洗劫索姆纳特寺。